# Roque Júnior
José Vítor Roque Júnior, mais conhecido como Roque Jr.  (Santa Rita do Sapucaí, 31 de agosto de 1976), é um ex-futebolista brasileiro e treinador que atuava como zagueiro. 
Roque Jr. foi titular da Seleção Brasileira no título da Copa do Mundo de 2002. Roque é o 10º zagueiro com mais jogos pela Seleção Brasileira com 49 jogos.

## Carreira esportiva

### Como jogador
Roque Júnior foi revelado pelo Santarritense, clube de sua cidade natal, e depois passou pelo São José.
Em 1995 foi contratado pelo Palmeiras, onde teve seu melhor momento. Pelo alviverde foi campeão Paulista de 1996, como reserva. Começou a se destacar e disputar a titularidade em 1997, quando o time era treinado por Felipão, sendo campeão da Copa do Brasil de 1998, Copa Mercosul de 1998, Copa Libertadores 1999 (sendo decisivo na conquista do título) e Rio-São-Paulo de 2000.
Graças às suas boas atuações pelo time paulista foi convocado para a Copa do Mundo de 2002, onde, como titular, teve atuações perfeitas, ajudando na conquista do penta.
Jogou também pelo AC Milan, Leeds United FC, AC Siena, Bayer Leverkusen, Duisburg, Al-Rayyan e dia 16 de setembro de 2008 foi recontratado pelo Palmeiras, alcançou a marca de 200 jogos pelo clube e, ao final do ano, foi dispensado. Teve uma proposta para atuar no futebol australiano pelo Sydney FC, mas as negociações não evoluíram. Também em julho de 2009, houve uma conversa com o técnico Silas do Avaí, mas sem uma proposta formal por parte do clube.
Roque também se empenha a ajudar o "Projeto Primeira Camisa", promovido pelo São José EC aonde já jogou.
A convite de seu ex-colega de seleção, Juninho Paulista,ex presidente do Ituano, Roque Júnior retornou ao futebol pelo time de Itu. Não disputou muitas partidas, em razão de seu preparo físico, mas marcou o gol que selou a virada do Ituano sobre a Portuguesa, 3 a 2, na última rodada do Campeonato Paulista de 2010, no Canindé, resultado que salvou o time ituano do rebaixamento para a Série A-2. Após o fim do campeonato, abandonou o futebol profissional em definitivo.
No dia 6 de dezembro de 2013, Roque Júnior foi anunciado como novo diretor de futebol do Paraná.
Durante a Copa do Mundo de 2014, realizada no Brasil, Roque Júnior, à convite de Felipão, integrou a comissão técnica da Seleção Brasileira, sendo responsável por analisar os adversários do Brasil no Mundial em casa.

### Como treinador

#### XV de Piracicaba
No dia 22 de setembro de 2014, foi confirmado que Roque Júnior irá comandar o XV de Piracicaba para o Paulistão 2015.
No dia 22 de fevereiro de 2015, Roque Júnior foi demitido do XV de Piracicaba, após apenas seis jogos, contabilizando uma vitória e cinco derrotas.

#### Ituano
Em março de 2017, Roque Júnior foi confirmado como novo treinador do Ituano. Em 19 de junho de 2017 foi demitido do Ituano.

## Comentarista esportivo
Em fevereiro de 2021 foi confirmado como novo comentarista esportivo do Grupo Globo, onde permaneceu até março de 2022.

## Estatísticas
| Clube            | Jogos | Vitórias | Empates | Derrotas |
| ---------------- | ----- | -------- | ------- | -------- |
| XV de Piracicaba | 6     | 1        | 0       | 5        |
| Ituano           | 15    | 5        | 6       | 4        |

## Títulos

### Como jogador
Palmeiras
- Campeonato Paulista: 1996[13]
- Copa do Brasil: 1998
- Copa Mercosul: 1998
- Copa Libertadores da América: 1999
- Torneio Rio-São Paulo: 2000

Milan
- Liga dos Campeões da UEFA: 2002–03
- Coppa Italia: 2002–03
- Supercopa Européia: 2003

Seleção Brasileira
- Copa do Mundo: 2002
- Copa das Confederações: 2005

### Outras Conquistas
Palmeiras
- Taça Governador de Goiás: 1997
- Taça Maria Quitéria: 1997
- II Taça da Amizade: 1997
- Troféu Naranja: 1997
- Troféu Província de Lucca: 1999
- Taça Valle d'Aosta: 1999

Milan
- Trofeo Luigi Berlusconi: 2002

### Como treinador
Ituano
- Campeonato Paulista do Interior: 2017